# Jerden Äbdirachmanow
Jerden Äbdirachmanow (kasachisch Ерден Әбдірахманов, russisch Эрден Абдрахманов, Erden Abdrachmanow; * 19. September 1976 in Schtschutschinsk) ist ein kasachischer Biathlet.
Jerden Äbdirachmanow dient als Offizier bei den kasachischen Streitkräften. Er wird von Gennadi Makarow trainiert und startet für den kasachischen Armeeklub. Sein internationales Debüt gab er 2000 in Ruhpolding im Rahmen des Biathlon-Weltcups, wurde bei seinem ersten Rennen jedoch disqualifiziert. Zum Auftakt der folgenden Saison in Hochfilzen lief er in einem Sprint auf den 117. Platz. Nach zwei weiteren Staffeleinsätzen dauerte es bis 2003, dass er erneut international zum Einsatz kam. Bei den Winterasienspielen 2003 in Aomori verpasste er im Sprint als Viertplatzierter knapp eine Medaille und war damit der Beste Nicht-Japaner. Dasselbe Resultat erreichte er auch im Verfolgungsrennen – erneut hinter drei Japanern – und mit der Staffel. Ebenfalls 2003 lief er wieder im Biathlon-Europacup, seit 2004 auch wieder mehrfach im Weltcup. Die Einsätze in den beiden höchsten Rennserien des Biathlons wechselten sich in der folgenden Zeit immer wieder ab. Höhepunkt der Saison wurden die Biathlon-Weltmeisterschaften 2004 in Oberhof, bei denen Äbdirachmanow im Sprint 69. wurde. Es war zugleich sein bestes Resultat in einem Weltcuprennen. Kurz darauf erreichte der Kasache bei den Vorbereitungswettkämpfen für die Olympischen Winterspiele 2006 in Cesana San Sicario mit Rang 33 im Einzel und 69 im Sprint seine besten internationalen Ergebnisse. 2007 bestritt er seine bislang letzten Rennen im Weltcup. Höhepunkt des Jahres wurden die Winterasienspielen 2007 in Changchun. Äbdirachmanow wurde Achter im Einzel und gewann mit Sergei Naumik, Alexander Trifonow und Alexander Tscherwjakow in der kasachischen Staffel hinter den Vertretungen aus China und Japan die Bronzemedaille.

## Biathlon-Weltcup-Platzierungen
Die Tabelle zeigt alle Platzierungen (je nach Austragungsjahr einschließlich Olympische Spiele und Weltmeisterschaften).
- 1.–3. Platz: Anzahl der Podiumsplatzierungen
- Top 10: Anzahl der Platzierungen unter den ersten zehn (einschließlich Podium)
- Punkteränge: Anzahl der Platzierungen innerhalb der Punkteränge (einschließlich Podium und Top 10)
- Starts: Anzahl gelaufener Rennen in der jeweiligen Disziplin
- Staffel: inklusive Mixed- und Single-Mixed-Staffeln

| Platzierung                      | Einzel | Sprint | Verfolgung | Massenstart | Staffel | Gesamt |
| -------------------------------- | ------ | ------ | ---------- | ----------- | ------- | ------ |
| 1. Platz                         |        |        |            |             |         |        |
| 2. Platz                         |        |        |            |             |         |        |
| 3. Platz                         |        |        |            |             |         |        |
| Top 10                           |        |        |            |             |         |        |
| Punkteränge                      |        |        |            |             | 5       | 5      |
| Starts                           | 5      | 15     |            |             | 5       | 25     |
| Stand: nach der Saison 2009/2010 |        |        |            |             |         |        |